# Неделькович, Алекс
Алекс Неделькович (англ. Alex Nedeljkovic; род. 7 января 1996, Парма) — американский хоккеист, вратарь клуба НХЛ «Сан-Хосе Шаркс».

## Карьера

### Клубная
На юниорском уровне играл за команду «Плимут Уэйлерс»; по итогам сезона 2011/12 он получил награду Эф-Дабл-Ю (Динти) Мур Трофи, как самый надёжный вратарь-новичок, а в следующем сезоне был включен в команду новичков лиги.
На драфте НХЛ в 2014 году он был выбран в 1-м раунде под общим 37-м номером клубом «Каролина Харрикейнз». 27 марта 2015 года подписал с командой трёхлетний контракт новичка, но был переведён в фарм-клуб «Флорида Эверблэйдс». 30 декабря 2016 года забросил шайбу и стал 12-м вратарём в истории ECHL с этим достижением.
Дебютировал в НХЛ 17 января 2017 года в матче против «Коламбуса», который закончился поражением «Каролины» со счётом 4:1. 10 марта 2018 года, играя за «Шарлотт Чекерс» забросил шайбу, став 13-м вратарём в истории АХЛ, которому удалось забросить шайбу.
28 июня 2019 года продлил контракт на два года с «Каролиной». 20 февраля 2021 года в матче против «Тампы-Бэй Лайтнинг» (4:0) оформил свой первый шатаут в НХЛ. 1 апреля 2021 года он стал лучшим новичком по итогам марта и был лидером среди вратарей по многим показателям. В июне 2021 года он был одним из трёх номинантов на Колдер Трофи — приз как лучшему новичку сезона, но уступил его нападающему Кириллу Капризову, но при этом он был включен в сборную новичков.
22 июля 2021 года был обменян в «Детройт Ред Уингз», с которым подписал двухлетний контракт. Во втором сезоне он потерял место основного вратаря, отыграв большую часть сезона за фарм-клуб «Гранд-Рапидс Гриффинс».
По окончании сезона стал свободным агентом и перешёл в «Питтсбург Пингвинз», с которым подписал однолетний контракт.
18 января 2025 года в матче против «Баффало Сэйбрс» установил рекорд НХЛ, став первым голкипером с голом и пасом в одном матче. Также он отразил 40 из 42 бросков и был признан первой звездой встречи, которая завершилась со счётом 5:2.

### Международная
В составе юниорской сборной играл на ЮЧМ-2014, на котором завоевал золотые медали.
Играл за молодёжную сборную на МЧМ-2016, на котором завоевал бронзовые медали.